# Euplectella
Genre
Le genre Euplectella, aussi appelée Eponge à crevette ou Corbeille de Vénus, regroupe plusieurs espèces d'éponges siliceuses marines d'eau profonde, de la famille des Euplectellidae.

## Morphologie et anatomie

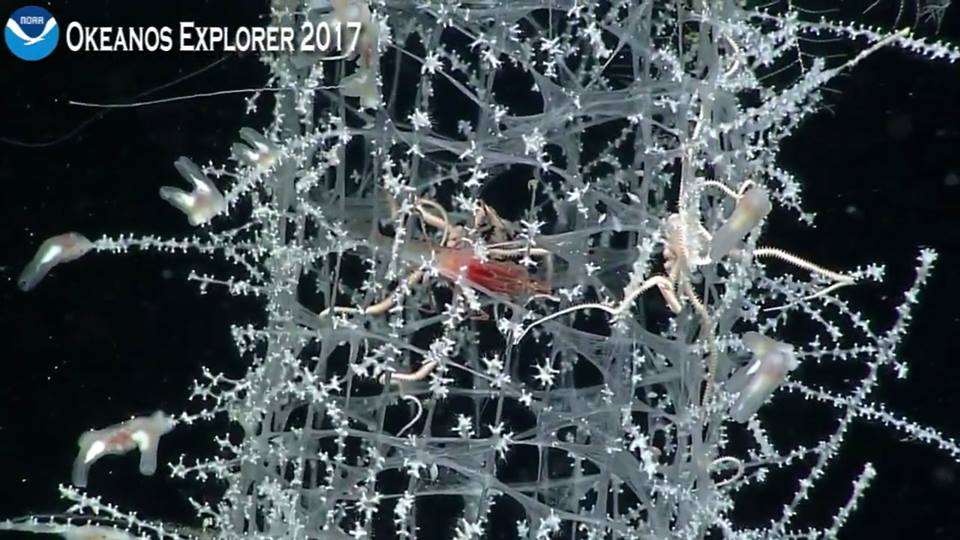
Une probable Euplectella observée dans les abysses au large des îles Samoa. On voit une crevette symbiotique, mais aussi des cténophores benthiques et ophiures commensaux.

Le squelette de cette éponge est constitué de très fins spicules, généralement de type triaxones (à trois axes) et toujours siliceux, formant un réseau complexe, en fin treillis. 
Ces éponges de grande taille dépassent souvent 50 cm.

## Répartition et habitat

### Répartition
Elle vit dans les océans tropicaux à 150 mètres de profondeur.

### Habitat
Les espèces d'Euplectella sont toutes marines et vivent en eau profonde, où elles peuvent être assez communes. Elles vivent ancrées dans les sédiments meubles entre -40 et -5 000 m. Elles sont souvent associées à d'autres organismes marins : hydrozoaires, anthozoaires, mollusques, brachiopodes, bryozoaires et crustacés.

## LesEuplectellaet l'homme
Le squelette en silice de ces éponges, très esthétique, est prisé par les collectionneurs. 
Chez certaines espèces de ce genre, il est assez fréquent qu'un couple de jeunes crevettes commensales entrent dans l'éponge à travers le fin treillis de spicules fermant l'oscule. Dans l'éponge, elles trouvent protection et nourriture abondante, qui leur assure une croissance rapide. Elles se trouvent ainsi piégées, incapables de ressortir car devenues trop volumineuses pour repasser par le treillis. Elles passent donc leur vie dans l'éponge. Au Japon, ces « éponges à crevette », une fois séchées, étaient autrefois offertes en cadeau de noce, car les deux crevettes, devenues ainsi inséparables jusqu'à la mort, symbolisaient la fidélité conjugale.
Des études récentes (2003/2004) ont démontré que les spicules de la base de ces éponges, assurant leur ancrage dans les sédiments meubles, présentaient des caractéristiques étonnantes. En effet, leurs propriétés optiques sont semblables à celles des fibres optiques utilisées en télécommunication, mais plus performantes. Comme ces spicules se forment à basse température, ils contiennent des additifs tels que des ions sodium, qui améliorent leurs propriétés optiques. De tels additifs ne peuvent actuellement pas être inclus dans les fibres commerciales, à cause des hautes températures utilisées durant leur fabrication. De plus, les spicules de ces éponges contiennent une substance organique, la spiculine, qui les rend plus résistants que les très fragiles fibres optiques actuellement sur le marché.

## Liste des espèces
Selon World Register of Marine Species (22 juin 2015) :
- Euplectella aspera Schulze, 1896

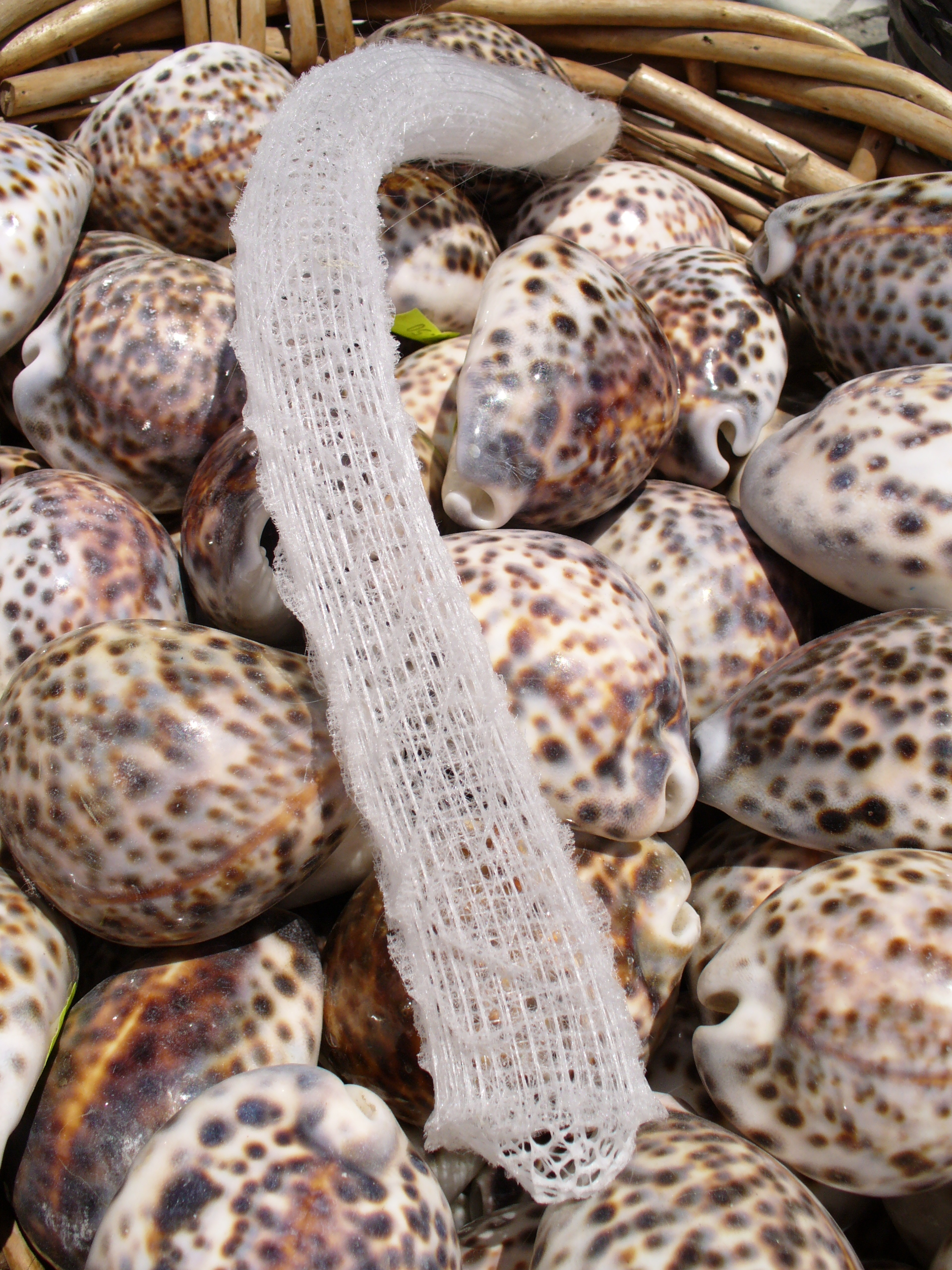
Euplectella aspergillum

- Euplectella aspergillum Owen, 1841
- Euplectella crassistellata Schulze, 1886
- Euplectella cucumer Owen, 1857
- Euplectella curvistellata Ijima, 1901
- Euplectella gibbsa Tabachnick & Collins, 2008
- Euplectella imperialis Ijima, 1894
- Euplectella jovis Schmidt, 1880
- Euplectella marshalli Ijima, 1895
- Euplectella nobilis Schulze, 1904
- Euplectella nodosa Schulze, 1886
- Euplectella oweni Herklots & Marshall, 1868
- Euplectella paratetractina Tabachnick, Janussen & Menschenina, 2008
- Euplectella plumosum Tabachnick & Lévi, 2004
- Euplectella simplex Schulze, 1896
- Euplectella suberea Thomson, 1877
- Euplectella timorensis Ijima, 1927